# 池田均 (農学者)
池田 均（いけだ ひとし、1938年 - 2012年10月9日）は、日本の農学者。学位は、農学博士（北海道大学）。北海学園大学名誉教授。北海道出身。祖父は県知事を務めた池田宏、父は農業経済学者の池田善長。

## 経歴
1963年北海道大学水産学部卒業。1969年北海道大学大学院農学研究科博士課程修了。その後、同農学部助手や、北海道立総合経済研究所（北海道庁研究機関）、北海道庁経済調査室主任専門調査員を経て、1989年北海学園大学経済学部助教授、1990年同経済学部教授・同大学院経済学研究科教授。1998年同大学院経済学研究科長。2009年北海学園大学退職。同名誉教授。
1989年、学位論文「地域開発と地域経済に関する研究」で北海道大学より農学博士の学位を授与された。 
北日本漁業経済学会会長も務めた。墓所は多磨霊園。

## 主な著書
- 『なぜ巨大開発は破綻したか : 苫小牧東部開発の検証』小田清ほか編 共同執筆　日本経済評論社　2006.12
- 『地域経済のグローバル化と大学教育の再編』 竹田正直編 共同執筆 共同文化社　2005.3
- 『北海道産業史』　大沼盛男編 共同執筆　北海道大学図書刊行会　2002.11
- 『地域開発と地域経済』日本経済評論社　2001.5
- 『地域開発政策の課題 : 地域主体の形成を求めて』　大沼盛男ほか編　大明堂　1983.4
- 『地域の社会・経済構造』　地域問題研究会編 共同執筆 大明堂　1983.5
- 『シベリア開発と北洋漁業』　望月喜市編 共同執筆　北海道新聞社　1982.4
- 『農業問題の市場論的研究』　湯沢誠編 共同執筆 御茶の水書房　1979.6